# Rhagoletis emiliae
Rhagoletis emiliae är en tvåvingeart som beskrevs av Richter 1974. Rhagoletis emiliae ingår i släktet Rhagoletis och familjen borrflugor.
Artens utbredningsområde är Tadzjikistan. Inga underarter finns listade i Catalogue of Life.